# Проект «Аверсия»
Проект «Аверсия» — психологический эксперимент, который проводился в 1970-х годах в армии ЮАР. Эксперимент был направлен на изменение ориентации солдат-гомосексуалов. Во время проведения опытов были использованы всевозможные психиатрические и медицинские методы. За 18 лет экспериментов было проведено около 900 вынужденных операций.

## История
В период с 1970 по 1989 год в ЮАР проводилась секретная программа по чистке армии от солдат негетеросексуальной ориентации. Целью проекта было вылечить гомосексуальных мужчин и женщин от их пристрастий, так как в тот момент это квалифицировалось законом как преступление, церковью — как грех, медициной — как болезнь. Специалисты применяли всевозможные способы: гормональные препараты, электрошокеры, химическую кастрацию и операции по смене пола.
Сверхсекретной программой «Аверсия» руководил доктор Обри Левин — полковник, главный психиатр госпиталя в Фоотртреккенооте (Voortrekkerhoogte, ныне — Thaba Tshwane), а также ярый борец с гомосексуальностью. В середине 1990-х годов психиатр сбежал в Канаду, не желая предстать перед судом.

## Виды лечения
Специалисты применяли всевозможные способы: гормональные препараты, электрошокеры, химическую кастрацию, и операции по смене пола.

### Лечение электрошоком
Солдатам-гомосексуалам показывали фотографии мужчин, при условии проявления реакции доктора били пациентов током, с каждым разом разряд тока увеличивался. Доктор Левин утверждал, что такая же процедура может вылечить представителей других групп. К ним отнесли наркоманов и алкоголиков.

### Лечение наркотиками
Если лечение током не приносило необходимых итогов, пациентам давали всевозможные наркотики. 

### Химическая кастрация и операции по коррекции пола
В том случае, если по завершении пыток подопытных всё ещё привлекали изображения обнажённых представителей собственного пола, в ход шла радикальная терапия: химическая кастрация, приём «лошадиных» доз гормонов и, в крайнем случае, операция по коррекции пола с выдачей новых документов. Ежегодно на базе секретных клиник проводилось до 50 таких вмешательств.

## Итоги
Эксперименты потерпели неудачу. Изменить сексуальные предпочтения призывников оказалось непосильной задачей. Такие результаты эксперимента говорят о том, что данный подход был разработан в полном отрыве от научной литературы о гомосексуальности и транссексуальности, так как во всех работах 70-х годов гомосексуальность уже не считалась психическим заболеванием в любой европейской или американской психиатрии.

## Последствия
Информация о психиатрической медицинской программе пыток была обнаружена в документе под названием «Проект Аверсия», состоявшем из 132 страниц печатного текста. Данные исследования также были опубликованы в Daily Mail и Guardian. Южноафриканская газета определила, что руководителем данной программы был полковник Обри Левин, бывший главный психиатр военного госпиталя, который уехал в Канаду в середине 1990-х годов, после того, как система апартеида рухнула.
В статье для The Daily Mail and Guardian Обри Левин признал, что он практиковал аверсивную терапию на молодых солдатах-геях, но электрическим током при этом не пользовался. С его слов, в лечении использовалось особое электронное устройство, которое вызывало всего лишь небольшой дискомфорт в руке.